# Super Gem Fighter: Mini Mix
Super Gem Fighter: Mini Mix (Pocket Fighter (ポケットファイター) au Japon) est un jeu vidéo de combat développé et édité par Capcom en septembre 1997 sur CP System II,,.

## Système de jeu
Le système de jeu de Pocket Fighter est légèrement différent d'un Street Fighter standard : les gemmes rouges, bleues et jaunes dont il est question servent à alimenter 3 jauges distinctes (de couleurs identiques, évidemment), ces jauges servant à alimenter un super combo particulier.
Par exemple, Une fois sa jauge bleue remplie, Ryu pourra lancer une Shinku-Hadouken.
De plus, les contrôles sont simplifiés : les trois boutons de poing et ceux de pied deviennent un bouton poing, un bouton pied, un bouton special et un bouton taunt (provocation). Les coups poing/pied peuvent s'enchainer, au contraire des combos. Le spécial induit de maintenir le bouton enfoncé afin que l'adversaire tombe à portée au moment de lancer le coup.
Les coups induisent souvent une touche humoristique, les personnages prenant parfois des costumes ou des animations amusantes, notamment Chun-li frappant l'adversaire avec une poêle, ou encore Dan se transformant en Elvis.
En dehors de ces particularités, le principe du jeu reste standard : 8 combats de 2 reprises, contre 7 adversaires aléatoires puis un adversaire final précis par personnage. Ainsi Dan cherche à vaincre Sakura pour la convaincre de devenir sa première apprentie, la succube Morrigan cherche à prouver qu'elle est plus belle que Chun-Li, qui en retour cherche à capturer Felicia la femme-chat.

## Personnages
- Ryu
- Ken
- Chun Li
- Zangief
- Akuma
- Sakura
- Dan
- Ibuki
- Morrigan
- Felicia
- Hsien-Ko
- Tessa

## Portages
- PlayStation : 1998, Pocket Fighter
- Saturn : 1998, Pocket Fighter
- WonderSwan : 2000, Pocket Fighter
- PlayStation 2 : 2006, dans la compilation Street Fighter Alpha Anthology (au Japon Street Fighter Zero: Fighter's Generation)